# Лиственница охотская
Ли́ственница охо́тская (лат. Larix ochotensis) — лиственница, относительно определения которой существуют значительные разногласия.
Согласно Б. П. Колесникову, это отдельный вид, произрастающий на материковом побережье Охотского моря в районах Аяна, Охотска, Магадана, Тауйской губы, а также на севере Сахалина и в центральной части Камчатки.
Согласно ряду других исследователей, это гибрид лиственницы камчатской с лиственницей Гмелина (даурской).